# Okita Sōji
Okita Sōji (沖田 総司 Okita Sōji, Xung Điền Tổng Tư) (1842 hoặc 1844 - 19/7/1868) là đội trưởng đội 1 Shinsengumi - lực lượng cảnh sát đặc biệt ở Kyoto trong suốt giai đoạn cuối của Mạc Phủ. Anh nổi tiếng là một tay kiếm thiên tài, một trong những kiếm sĩ mạnh nhất của Shinsengumi, cùng với Saitō Hajime và Nagakura Shinpachi. Tên "Sōji" nghĩa là Tổng Tư.

## Thời thơ ấu
Tên đầy đủ của Souji là Okita Soujirou Fujiwara no Harumasa (có nguồn ghi là Okita Souji Fujiwara no Kaneyoshi) sinh năm 1842 hoặc 1844 (do cách tính lịch khác nhau) trong một gia đình samurai cấp thấp ở phiên Shirakawa thuộc Edo. Ông cố của Souji là Okita Kan'emon (? - 1819) và ông nội là Okita Sanshiro (? - 1833). Cha của anh, Okita Katsujiro, mất năm 1845. Sou có hai người chị gái, Okita Mitsu (1833-1907) và Okita Kin (1836-1908) Năm 1846, để kết hôn với Inoue Rintaro, người chấp nhận ở rể cho gia đình Okita, chị cả trong nhà Okita Mitsu đã trở thành con gái nuôi của Kondo Shusuke - chủ nhân đời thứ ba của dòng Thiên nhiên lý tâm (Tennen Rishin Ryu) và Souji bắt đầu tập luyện ở Thí vệ quán (Shieikan) với ông từ năm 9 tuổi. Vào lúc đó, Kondo Shusuke đã nhận Shimazaki Katsuta (sau đó đổi tên thành Kondo Isami) làm con nuôi, nhưng Hijikata Toshizo vẫn chưa phải là thành viên của Thí vệ quán. Ngay từ nhỏ Souji đã chứng tỏ mình là một người có tư chất đặc biệt về kiếm thuật và đã trở thành Quyền sư phụ tại 'Thí vệ quán năm 1861. Mặc dù được đánh giá là một người trung thực, lịch thiệp và tốt bụng, Sou cũng là một giáo viên nghiêm khắc và dễ nổi nóng với các học trò của mình.

## Giai đoạn Shinsengumi
Souji đổi tên thành Okita Souji Fujiwara no Kaneyoshi trước khi lên Kyoto năm 1863. Anh trở thành một trong những thành viên sáng lập của Shinsengumi trong vai trò Trợ thủ phó cục trưởng (Fukuchou Jokin). Okita Rintarou, cũng là một võ sĩ của dòng Thiên nhiên lý tâm, trở thành người đứng đầu Shinchougumi (lực lượng cảnh sát tương tự như Shinsengumi ở Edo)
Souji là một trong 2 thành viên trẻ nhất của Thí vệ quán cùng với Toudou Heisuke tại Shinsengumi. Anh cũng là một trong những thành viên của Thí vệ quán đã tham gia vào vụ ám sát Serizawa Kamo và Uchiyama Hikojiro năm 1863.
Với kỹ thuật thần sầu, Souji có 1 tuyệt chiêu là Mumyo-ken ("Vô ảnh kiếm) hay Sandanzuki (Tam đoạn thích) một kỹ thuật có thể đồng thời tấn công cả cổ, vai phải, vai trái của đối thủ chỉ với 1 chiêu (Tam đoạn thích được cho là có thể tấn công vào 3 điểm cùng 1 lúc, nhưng đó chỉ là sự thêm thắt đồn thổi). Sandanzuki là sáng tạo của riêng Souji và có thể bắt nguồn từ một chiêu thức học được từ Hijikata (Hirazuki - tuyệt chiêu tấn công ngang, ý tưởng cho Nha Đột của Saitou trong Rurouni Kenshin)
Trong một thời gian dài người ta tin rằng những dấu hiệu đầu tiên về bệnh lao của Okita xuất hiện từ lúc anh ho ra máu và ngất đi trong sự kiện "quán trọ Ikedaya", nhưng một số nguồn tin gần đây cho rằng anh mắc phải căn bệnh này sau đó. Thực ra tất cả đều hợp lý vì bệnh lao có thể giết chết người bệnh rất nhanh chóng trong vài tuần hoặc rất lâu tới vài năm. Ngoài ra rất nhiều người hâm mộ Shinsengumi tin rằng Yoshida Toshimaru đã bị giết bởi Okita trong "sự kiện Ikedaya jiken (dựa trên tiểu thuyết của Shimosawa Kan và Shiba Ryoutarou), điều này hoàn toàn không đúng với sự thật lịch sử.
Theo tiểu thuyết của Shiba Ryoutarou, người ta cho rằng Okita và Hijikata thân thiết như anh em. Bên cạnh đó, trong lịch sử, Yamanami Keisuke – một phó cục trưởng khác của Shinsengumi mới là người chia sẻ mối quan hệ thân thiết như ruột thịt với Okita. Việc Yamanami tự sát bằng nghi lễ ''seppuku'' (với Okita là người phụ tá) năm 1865 thực sự gây tổn thương sâu sắc trong phần đời ngắn ngủi còn lại của Okita.
Năm 1865, Okita trở thành đội trưởng đội 1 Shinsengumi và phụ trách huấn luyện kiếm thuật cho các đội viên. 1 năm sau, Kondou Isami đã chọn Okita là chủ nhân đời thứ năm của dòng Thiên nhiên lý tâm.
Mặc dù không có bằng chứng nào, nhưng có người cho rằng Souji đã từng sử dụng cây kanata (kiếm Nhật) rất nổi tiếng ''Kiku-ichimonji'' (Cúc văn nhất tự). Tuy nhiên, chỉ có thể xác định rằng anh thường sử dụng 1 cặp song kiếm là Kashuu Kiyomitsu và Yamatonokami Yasusada'".

## Cái chết
Trong cuộc chiến tranh Boshin, sau trận chiến tại Toba-Fushimi tháng 1 năm Keiou thứ 4, Okita đã phải tới bệnh xá của Matsumoto Ryoujun ở Edo chữa bệnh, sau đó chuyển tới sống cùng Okita Rintarou, Okita Mitsu, và con của họ. Khi lực lượng của Mạc Phủ (trong đó có Shinsengumi và Shinchougumi) bị đánh bại và phải rút về miền núi Tohoku, Okita đã ở lại Edo một mình. Anh mất vì bệnh lao ngày 19/7/1868 (ngày 30/5 âm lịch). Đêm hôm đó, Okita được chôn cất tại ngôi đền của gia đình ở Edo (nay là Tokyo), dưới tên khai sinh của mình. Ngày nay, ngôi mộ của anh vẫn thuộc quyền sở hữu cá nhân của dòng họ và người ngoài không thể tham quan.
Thông tin cho rằng Okita mất năm 26 tuổi dựa trên giả thuyết anh sinh năm 1842.

## Chuyện bên lề
- Theo Yagi Tamesaburou (con trai của Yagi Gennoujou), Okita là người cao, dáng người mảnh khảnh. Anh và Hajime Saito được người đời mệnh danh là hai kiếm khách đỉnh giai nhất thời Edo."[17]. Thêm vào đó, anh cũng được biết tới là một người rất hay cười (tuy nhiên lại không nói nhiều)
- Okita lúc bấy giờ bị người ta gọi bằng biệt danh "Đứa con của quỷ" vì là một kiếm khách thiên tài
- Có một nhận định sai lầm rằng mẹ Okita mất khi anh còn bé. Thực sự, bà mất năm 1862.[18]
- Lịch sử đã nói đúng rằng Okita rất yêu trẻ con. Trong suốt quãng thời gian của mình ở Kyoto, anh thường bị bắt gặp đang chơi với bọn trẻ con và là người trông nom những đứa con trai của nhà Yagi ở Mibu.
- Anh không có mối quan tâm đặc biệt với rượu hay tình yêu nam nữ nhưng có tin đồn rằng anh rất thích đồ ngọt.
- Okita khá được mến mộ.[19]
- Không có một tấm ảnh chụp chính xác của Okita được tìm thấy cho tới nay.
- Shimozawa Kan đã đưa ra một giả thuyết thú vị về tình cảm của Okita dành cho con gái của một vị lang y trong tác phẩm của mình về Shinsengumi. Những cuốn sách của ông về Shinsengumi được xếp vào thể loại tiểu thuyết dã sử. Cũng theo Shinsengumi Shimatsuki của Shimozawa, Okita đã chết khi đang cố giết một con mèo đen. Tuy nhiên giả thuyết này không có nhiều cơ sở thực tế.
- "Okita" (沖田) là tên gia đình; "Souji" (総司) là tên được chọn; "Fujiwara" (藤原) là tên dòng họ; "Kaneyoshi" (房良)là tên trang trọng (giống như tên đệm). Không thể xác định Okita đã đổi tên mình thành Okita Souji Fujiwara no Kaneyoshi vào năm 1863 hay 1862 (hoặc sớm hơn, năm 1861). Có giả thuyết cho rằng Okita chọn tên Souji bởi vì một số người gọi anh là "Sou-Ji" (gọi tắt cho tên Soujirou.) Những họ tên khác của anh có thể là Okita Souji hay Okita Souji Kaneyoshi. Khi viết, anh thường viết tên là Fujiwara no Kaneyoshi (tên chính thức sử dụng trong văn bản) hoặc Okita Kaneyoshi.

## Okita trong văn học
Giống như những thành viên khác của Shinsengumi, cuộc đời của Okita đã được thêu dệt thành tiểu thuyết, phim ảnh và cả manga/anime. Mặc dù tên của anh đôi khi được phát âm thành "Soushi" nhưng trong thế giới hư cấu, đó thường là "Souji". Lịch sử ghi nhận Okita bởi cá tính và thiên tài kiếm thuật của anh. Trong những cuốn tiểu thuyết của Shiba Ryotarou, anh đã gia nhập Shinsengumi không phải vì quan điểm chính trị của mình mà chỉ vì lòng trung thành của anh với Kondou Isami và tình bạn (được hư cấu) với Hijikata Toshizou. Những tác phẩm anime, manga, và điện ảnh thường mô tả anh là một chàng trai trẻ trung tuấn tú, mái tóc đen dài luôn được buộc cao phía sau, thân hình mảnh khảnh nhưng rắn rỏi. Phong thái vô cùng ung dung tự tại, để lại nhiều ấn tượng với người xem.
- Okita là nhân vật chính trong anime/manga Peacemaker Kurogane, thêu dệt lịch sử khá nhiều.
- Okita cũng được nhắc tới trong series anime/manga ''Rurouni Kenshin'', kể về một giai đoạn lịch sử sau cuộc Cải cách Minh Trị ở Nhật Bản. Anh xuất hiện chính thức tại OVA trong một khoảng thời gian ngắn ngủi trong phần tại Kyoto (trước khi nhân vật được tạo ra dựa trên Okita Souji trong tiểu thuyết Shinsengumi Keppuroku, Seta Soujirou, xuất hiện); trong manga, Okita cũng được hồi tưởng trong phần Thiên Tru.
- Okita là vai nam chính trong manga Kaze Hikaru, một câu truyện hư cấu về Shinsengumi cuối thời mạc phủ Tokugawa, trong đó Okita huấn luyện cho một cô gái trẻ trở thành 1 thành viên Shinsengumi để trả thù cho cha và anh của cô.
- Okita  cũng xuất hiện trong manga Getsumei Seiki (tựa tiếng Việt là Giã biệt anh hùng).
- Okita còn là nhân vật chính trong bộ truyện tranh Kiếm sĩ Phong hỏa (tựa tiếng Nhật: 風の如く火の如く/Kaze no Gotoku Hi no Gotoku/"Như gió, như lửa") của tác giả Shimazaki Yuzuru (島崎譲) thuộc thể loại Seinen, Lịch sử, Hành động, Kiếm thuật. Thời gian xuất bản từ năm 1995-1999.
- Okita là một Servant thuộc trường phái Saber của Kohaku trong Chuyện lạ về Chén Thánh Đế Đô của Fate/KOHA-ACE. Cô cũng có thể được nhân vật chính triệu hồi thông qua Grand Order trong Fate/Grand Order.Không giống với sự thật lịch sử, Okita Souji là một thiếu nữ khả ái tuổi đôi mươi có ngoại hình rất giống Vua Arthur, và thường khoác lên mình những bộ Nhật phục tân thời.
- Okita cũng góp mặt trong series anime/ otome game đình đám Hakuouki với vai trò là đội trưởng đội 1, một game dành cho phái nữ lấy bối cảnh Tân Đảng bị Mạc Phủ sử dụng làm nơi để nghiên cứu loại thuốc cấm giúp cho người thường trở nên khỏe mạnh bất thường, nhưng lại vô cùng khát máu và mất đi ý chí. Tuy nhiên, do game bắt đầu từ lúc xâm nhập vào quán trọ Ikedaya (nơi được cho là những dấu hiệu đầu của căn bệnh lao của Okita bộc phát) nên anh đã sớm bỏ mạng sau đó. Dù vậy, với tình yêu to lớn dành cho Tân Đảng và Kondou Isami (cục trưởng Tân Đảng) nên anh đã chấp nhận trở thành "Quỷ La Sát" để bảo vệ họ đến cuối. Bù lại, nhờ vẻ ngoài ưa nhìn và tính cách mạnh mẽ, Okita là một trong những nhân vật được yêu thích nhất trong game.
- Okita cũng được góp mặt trong siêu phẩm hài Gintama (Một bộ Anime hài hước về Edo khi có người ngoài hành tinh "Amanto" xâm lược) với cái tên Okita Sougo và được hài hước hoá tính cách của mình là một chàng trai trẻ với ngoại hình khá đánh yêu nhưng tính cách thật lại là một tên Sadist (thích hành hạ người khác). Khác với đời thực, Okita rất ghét Hijikata và luôn cố giết anh bằng những cách khác hài hước. Ở Nhật, Okita rất được yêu thích khi luôn xếp hạng 2 trong các bình chọn và có mặt trong " Những tên Sadist được yêu thích nhất " do fan bình chọn.